# Eric de Vroedt
Eric de Vroedt (* 1972 in Rotterdam) ist ein niederländischer Regisseur, Autor, Schauspieler und Theaterkünstler. Nach seinem Studienabschluss an der Drama Academy Arnheim im Jahr 1996 inszenierte er mehrere aufsehenerregende Stücke, in den Niederlanden zum Beispiel als Gastregisseur bei dem renommierten Toneelgroep Amsterdam. In Deutschland ist er Gastregisseur beim Schauspielhaus Bochum und inszenierte Die Restposten beim Theater Dortmund. Seine Inszenierungen wechseln zwischen realistischem Ernst, formaler Leichtigkeit und spielerischer Komik.
Seit September 2016 ist Eric de Vroedt Künstlerischer Leiter des Nationaltheaters (Nationale Toneel) in Den Haag.

## Mightysociety
Zwischen 2004 und 2012 schrieb und inszenierte De Vroedt die zehnteilige Reihe „mightysociety“. Zehn engagierte Vorstellungen (mightysociety 1 bis 10, 2004–2012) handeln über aktuelle Fragen, z. B. Politik, Terrorismus, Global Age, Altern, politischer Populismus und den Krieg in Afghanistan. Für dieses Projekt erhielt De Vroedt in 2012 den „Amsterdamprijs“, die bedeutendste Kunstauszeichnung der Niederlande. Vier Vorstellungen wurden für das Niederländische Theaterfestival ausgewählt.